# 時習館 (熊本藩)
藩校時習館（はんこう じしゅうかん）、九州熊本藩（現、熊本県熊本市）第8代藩主細川重賢（しげかた）が宝暦5年(1755年)に設立した藩校。続いて宝暦6年(1756年) 重賢は藩の医学校再春館 (学校)も建てた。両校とも明治3年（1870年）に廃校になった。

## 解説
細川内膳家当主長岡忠英を初代総教（総長）に、秋山玉山を教授（学長）に迎えて開校し、115年続いた全国に名を知られた藩校のひとつである。熊本藩士族の文武両道、質実剛健の気風を育てたとされる。幕末期には横井小楠が時習館に学び、塾頭も勤めた（小楠は後に時習館を脱退する）。
秋山玉山が創立の翌年作った「時習館学規」の中に体罰否定の思想が明文化されている。このことは他への影響が大きかった。

## 著名な教官
- 秋山玉山
- 藪孤山
- 高本紫溟

## 著名な出身者
- 細川隆一郎（細川内膳家の分家）
- 横井小楠
- 元田永孚
- 井上毅
- 竹添進一郎
- 佐々友房
- 北里柴三郎
- 森田久萬人
- 野田寛